# Ruplizumab
Il ruplizumab (il cui nome commerciale è Antova) è un anticorpo monoclonale umanizzato, di derivazione murina, sviluppato per il trattamento di alcune malattie reumatiche di tipo autoimmune, come il lupus eritematoso sistemico e la nefrite lupica. Molte delle sperimentazioni cliniche riguardanti questo anticorpo si sono però interrotte a fasi precoci, essendo stata correlata l'assunzione del ruplizumab a eventi di tromboembolismo anche pericolosi per la vita; altri studi hanno indicato la trombocitopenia come possibile effetto collaterale della somministrazione dell'anticorpo, escludendo però l'aumento del rischio tromboembolico.